# Wapica
Wapica est une maison d'édition belge associative, basée à Tournai, qui a le statut d'ASBL.

## Historique
La maison d'édition Wapica voit le jour à Tournai en 2011, créée par le photographe Pierre Peeters dans le but d'éditer des livres d'art régionaux. En 10 ans, Wapica publie une série d'ouvrages qui font la promotion de Tournai et de la région de Wallonie picarde. 

## Œuvres éditées
Depuis 2011, Wapica a édité une série de livres sur Tournai et sa région : en 2004 sort un premier livre sur le Musée des Beaux-Arts de Tournai, écrit avec Serge le Bailly de Tilleghem, alors conservateur du musée. En 2007 Wapica publie également Trésor de la cathédrale de Tournai. En 2012 sort Le Tournai artistique puis Le Tournai artistique de 1800 à 1940 en 2016, ainsi que L'Art de la tapisserie, Tournai, Enghien, Audenardeen (2017)  
Parallèlement à ces livres artistiques, Wapica édite une série de livres sur l'histoire (Tournai militaire en 2011, Fontenoy 1745, en 2015 mais aussi les Pollet de 1713 à 2013, l'histoire d'une grande famille du Tournaisis).
Wapica travaille avec tous les acteurs locaux de la région Wallonie picarde. Ainsi l'ouvrage Ath, art et histoire a été réalisé en collaboration avec l'office du tourisme d'Ath. Le livre L'Hôpital Notre-Dame à la Rose de Lessines a été écrit pour la reconnaissance par l'Unesco du site.
En 2017, Wapica crée le premier ouvrage d'une collection intitulée Cultura Memoria, projet de banque d'images pour préserver les œuvres de la Wallonie pîcarde. Ce premier ouvrage est intitulé 300 œuvres d'art de notre héritage culturel, des musées de Tournai et de collections privées.
En novembre 2020 Wapica fête l'édition de son quarantième titre, une monographie ambitieuse consacrée au peintre Fernand Allard l'Olivier,, Une seconde monographie, consacrée au dessinateur Paul Cuvelier, est prévue en 2021 